# Tarphius piniphilus
Tarphius piniphilus is een keversoort uit de familie somberkevers (Zopheridae). De wetenschappelijke naam van de soort werd in 1968 gepubliceerd door Franz.